# نهر اللون

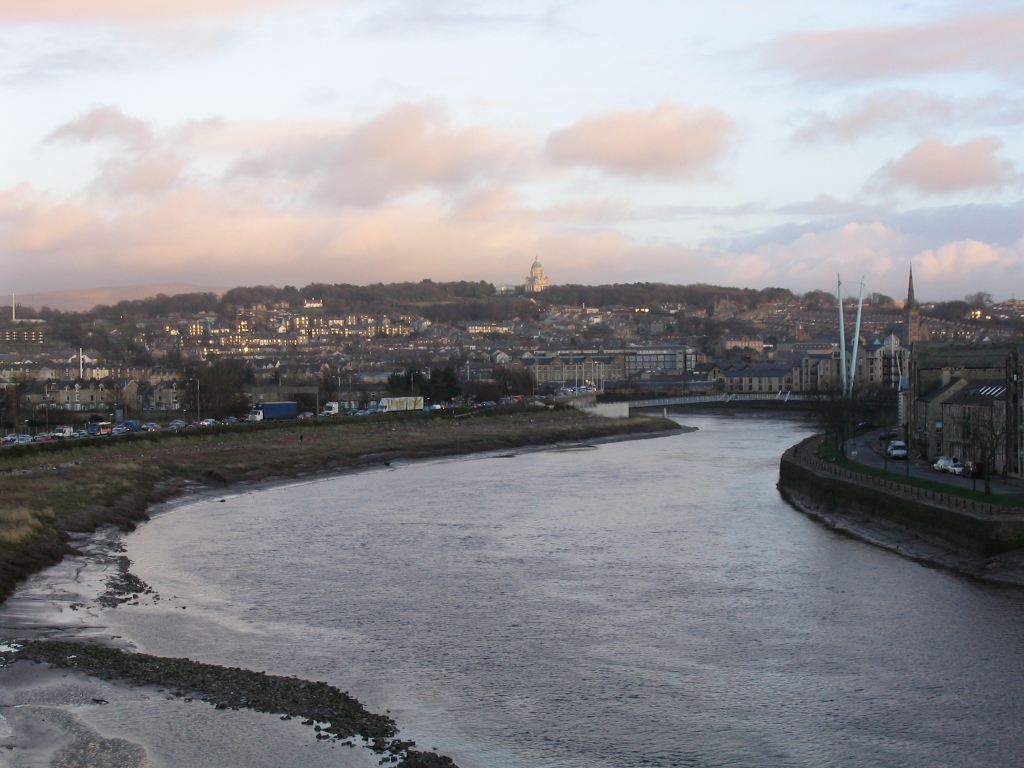
منظر النهر في لانكستر من أحد الجسور، ويظهر جسر الألفية

نهر اللون ينبع في تلال كمبريا ويصب عند لانكستر في لانكشير في شمال غرب إنجلترا.

## معرض صور

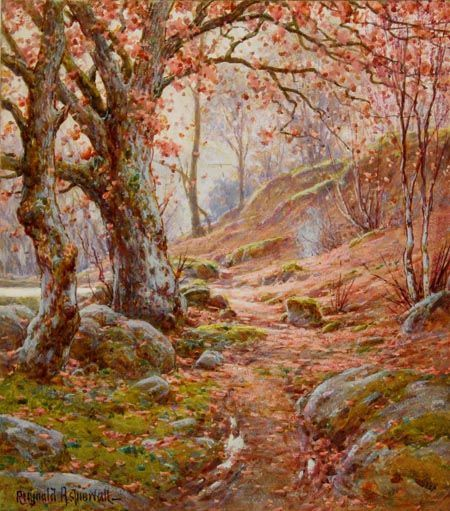
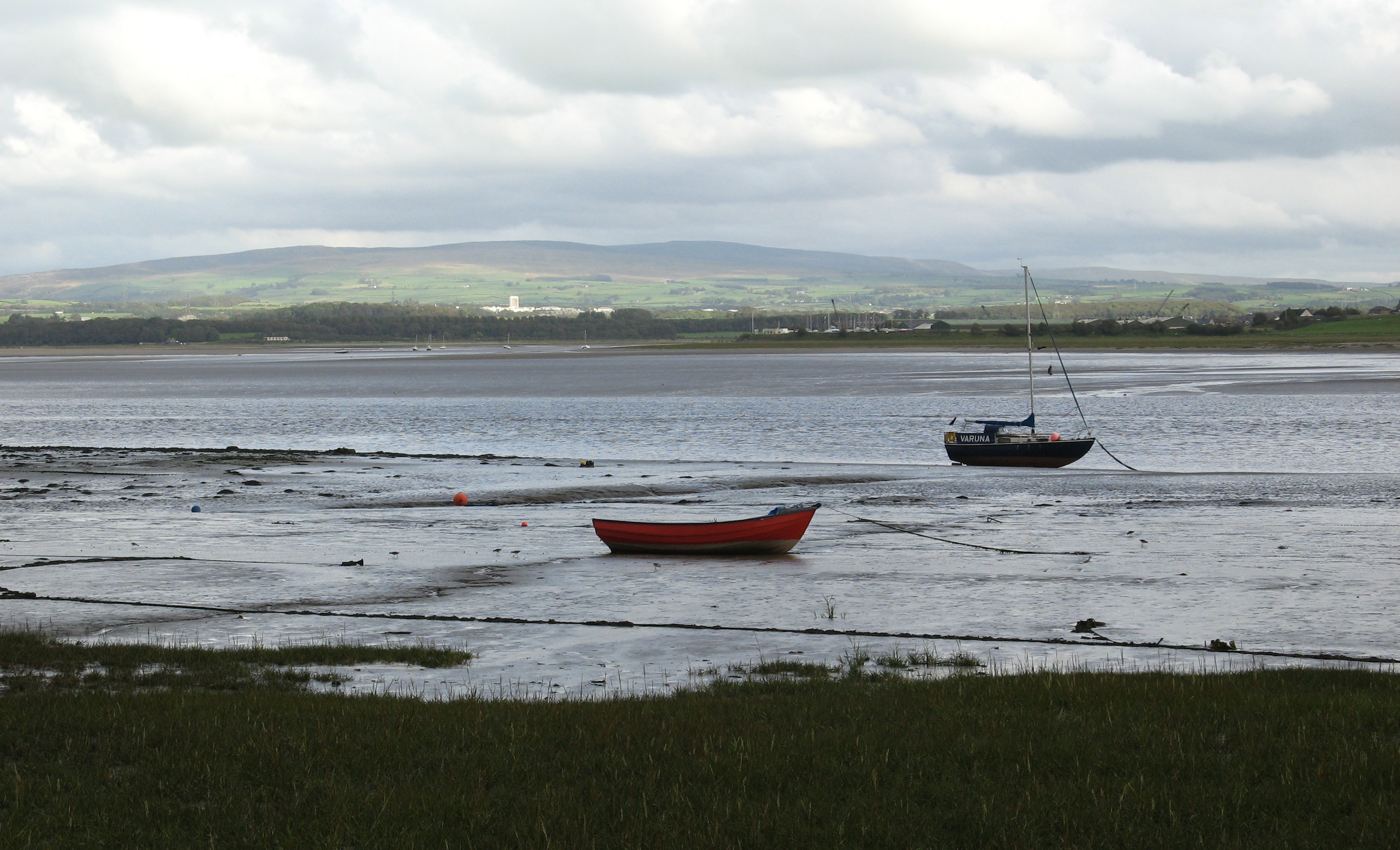
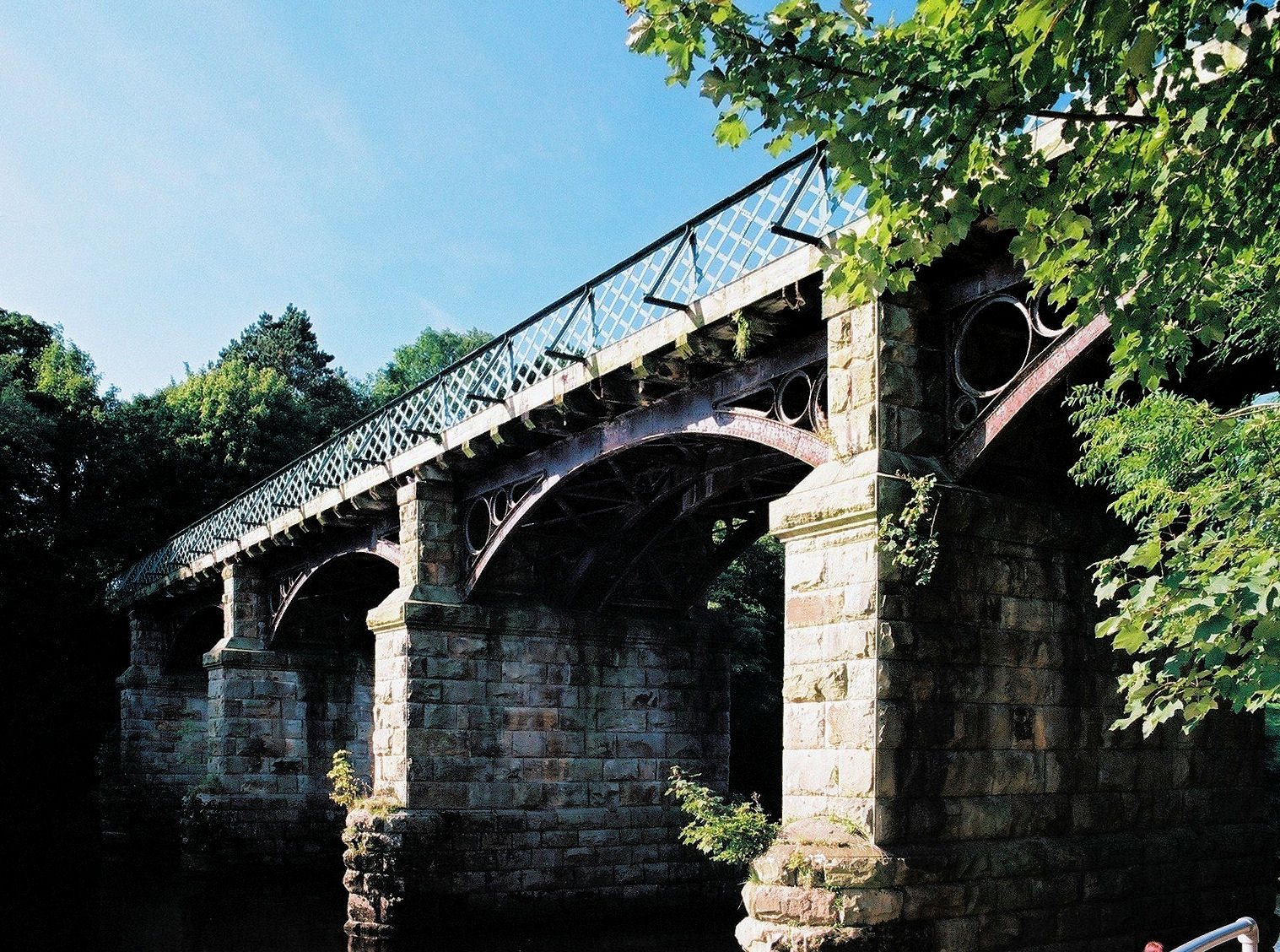
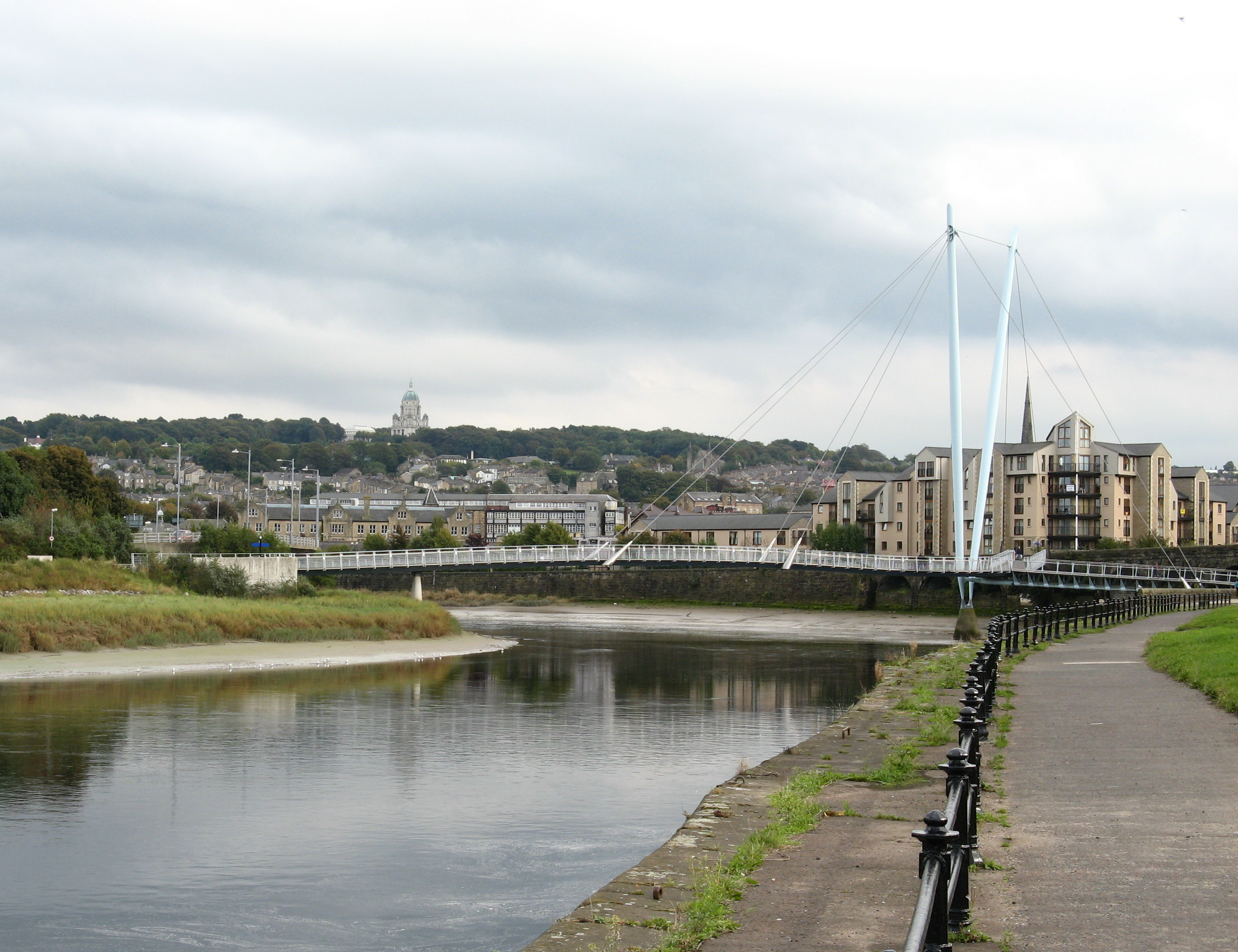